# استئصال اللسان
استئصال اللسان أو قطع اللسان أو بتر اللسان (بالإنجليزية: Glossectomy)‏ هي إزالة جراحية لكل أو جُزء من اللسان، وتجرى هذه العملية لإيقاف نمو الخباثة مثل سرطان الفم. عادةً يُزال جزء من اللسان فقط، وفي هذه الحالة تتم إزالة جزئية للسان وتُسمى استئصال شق اللسان أو استئصال نصف اللسان (بالإنجليزية: hemiglossectomy)‏.